# 16. Nemzetközi Fizikai Diákolimpia
A 16. Nemzetközi Fizikai Diákolimpiát (1985) Jugoszláviában, Portorožban 1985. június 24. és július 1. között rendezték. Húsz ország (újoncok: Kanada, Törökország) kilencvenkilenc versenyzője vett részt.
A magyar csapat egy II. díjat (ezüstérmet) és egy III. díjat (bronzérmet) szerzett, ezzel 10. lett az országok közötti pontversenyben. 

(Az elérhető maximális pontszám: 5×50=250 pont volt)

## Országok eredményei pont szerint
|     | Ország               | Pont  | Arany | Ezüst | Bronz |
| --- | -------------------- | ----- | ----- | ----- | ----- |
| 1.  | Szovjetunió          | 176,5 | 3     | 1     | 1     |
| 2.  | NSZK                 | 157,5 | 0     | 2     | 2     |
| 3.  | Egyesült Királyság   | 155,5 | 1     | 1     | 2     |
| 4.  | Románia              | 131,5 | 0     | 1     | 2     |
| 5.  | Csehszlovákia        | 130,5 | 1     | 0     | 1     |
| 6.  | NDK                  | 128   | 0     | 0     | 1     |
| 6.  | Hollandia            | 128   | 0     | 0     | 2     |
| 6.  | Svédország           | 128   | 0     | 0     | 1     |
| 9.  | Lengyelország        | 119   | 0     | 0     | 2     |
| 10. | Magyarország         | 118,5 | 0     | 1     | 1     |
| 11. | Bulgária             | 110,5 | 0     | 0     | 0     |
| 12. | Jugoszlávia          | 108,5 | 0     | 0     | 2     |
| 13. | Vietnám              | 105,5 | 0     | 0     | 0     |
| 14. | Finnország           | 89,5  | 0     | 0     | 0     |
| 15. | Törökország          | 84    | 0     | 0     | 0     |
| 16. | Ausztria             | 79    | 0     | 0     | 0     |
| 17. | Kanada               | 68    | 0     | 0     | 0     |
| 18. | Norvégia             | 61    | 0     | 0     | 0     |
| 19. | Izland (4 versenyző) | 44    | 0     | 0     | 0     |
| 20. | Kuba                 | 44    | 0     | 0     | 0     |

## A magyar csapat
A magyar csapat tagjai voltak:
| Név               | Iskola                            | Város    | Évfolyam | Pontszám | Díj   |
| ----------------- | --------------------------------- | -------- | -------- | -------- | ----- |
| Egyed Zoltán      | Apáczai Csere János Gimnázium     | Budapest | IV.      | 33       | Ezüst |
| Jakovác Antal     | Apáczai Csere János Gimnázium     | Budapest | III.     | 29       | Bronz |
| Németh-Buhin Ákos | Fazekas Mihály Gyakorló Gimnázium | Budapest | IV.      | 22       |       |
| Kotek László      | Leőwey Klára Gimnázium            | Pécs     | IV.      |          |       |
| Leisztinger Tamás | Apáczai Csere János Gimnázium     | Budapest | III.     |          |       |

A csapat vezetői Szép Jenő és Gnädig Péter voltak.